# Segunda Categoría de Esmeraldas 2012
El Campeonato Provincial de Segunda Categoría de Esmeraldas 2012 será un torneo de fútbol en Ecuador en el cual compiten equipos de la Provincia de Esmeraldas.

## Equipos por Cantón
| Cantón     | N.º | Equipos                                 |
| ---------- | --- | --------------------------------------- |
| Esmeraldas | 2   | Vargas Torres, Rocafuerte Sporting Club |
| Atacames   | 2   | Atacames SC, Valencia                   |
| Quinindé   | 2   | Brasilia, Unión Deportiva Juvenil       |

## Tabla de posiciones
| Equipo                  | Pts | PJ | PG | PE | PP | GF | GC | DG  |
| ----------------------- | --- | -- | -- | -- | -- | -- | -- | --- |
| Rocafuerte              | 28  | 10 | 9  | 1  | 0  | 31 | 4  | +27 |
| Vargas Torres           | 16  | 10 | 4  | 4  | 2  | 29 | 9  | +20 |
| Atacames SC             | 14  | 10 | 4  | 2  | 4  | 33 | 9  | +24 |
| Brasilia                | 10  | 10 | 2  | 4  | 4  | 19 | 21 | -2  |
| Valencia                | 10  | 10 | 2  | 4  | 4  | 13 | 26 | -13 |
| Unión Deportiva Juvenil | 1   | 10 | 1  | 1  | 8  | 5  | 61 | -56 |

|  | Clasificado a los Zonales |

- Datos: Q6344559